# Mariyanapalya, Bangalore North
Mariyanapalya là một làng thuộc tehsil Bangalore North, huyện Bangalore Urban, bang Karnataka, Ấn Độ.